# Sarcoglottis schaffneri
Sarcoglottis schaffneri är en orkidéart som först beskrevs av Heinrich Gustav Reichenbach, och fick sitt nu gällande namn av Oakes Ames. Sarcoglottis schaffneri ingår i släktet Sarcoglottis och familjen orkidéer. Inga underarter finns listade i Catalogue of Life.